# دائرة معسكر
دائرة معسكر هي إحدى دوائر ولاية معسكر الجزائرية، مقرها معسكر.
تضم هذه الدائرة بلدية واحدة: معسكر.